# Poollicht
Poollicht (Aurora Polaris) is een geomagnetisch lichtverschijnsel in de bovenste lagen van de aardatmosfeer. Men spreekt ook wel van noorderlicht (aurora borealis) en zuiderlicht (aurora australis). 

## Verschijningsvorm
Het poollicht is overwegend te zien als een lichte gloed of bewegende bogen, stralenbundels of gordijnen van licht. Soms staat boven de noordelijke horizon een boog waaruit lichtstralen als zoeklichten omhoog schieten. Heel zelden vertoont het poollicht een vlammend karakter, waarbij een merkwaardige trilling en relatief vlugge pulserende beweging te zien is, die vergelijkbaar is met het dansen van kaarsvlammen. Sommige dansende stralen lijken te roteren, waarbij een straal een weinig opzij schuift en verdwijnt, om plaats te maken voor een nieuwe straal, die op haar beurt ook opzij schuift en verdwijnt, om ook weer plaats te maken voor een nieuwe straal. Deze en-echelon beweging kan relatief snel gebeuren. In en rondom het geomagnetisch zenit kan het zogeheten kroonverschijnsel worden waargenomen, waarbij de stralen als uit één vluchtpunt lijken te komen of er naartoe getrokken lijken te worden. Tegen het einde van een poollichtverschijning ontstaan diffuus uitziende eilanden die sterk doen denken aan de kunstmatige verlichting van de nachtelijke bewolkte hemel boven verstedelijkte gebieden. Het poollicht is vooral op hoge geografische breedtes zichtbaar. De activiteit van de zon heeft een cyclus van elf jaar. In die tijdspanne neemt de activiteit toe en zwakt die weer af. De kans op poollicht is het grootst in jaren met grote activiteit op het oppervlak van de zon, hetgeen zich uit in een groter aantal zonnevlekken. Wanneer zo'n zonnevlek naar de aarde is gericht kunnen de geladen deeltjes die bij de uitbarsting vrijkomen de aardse atmosfeer bereiken en poollicht veroorzaken. Radiozenders op de korte golf worden enige uren tevoren ernstig gestoord.

## Natuurkunde van het poollicht

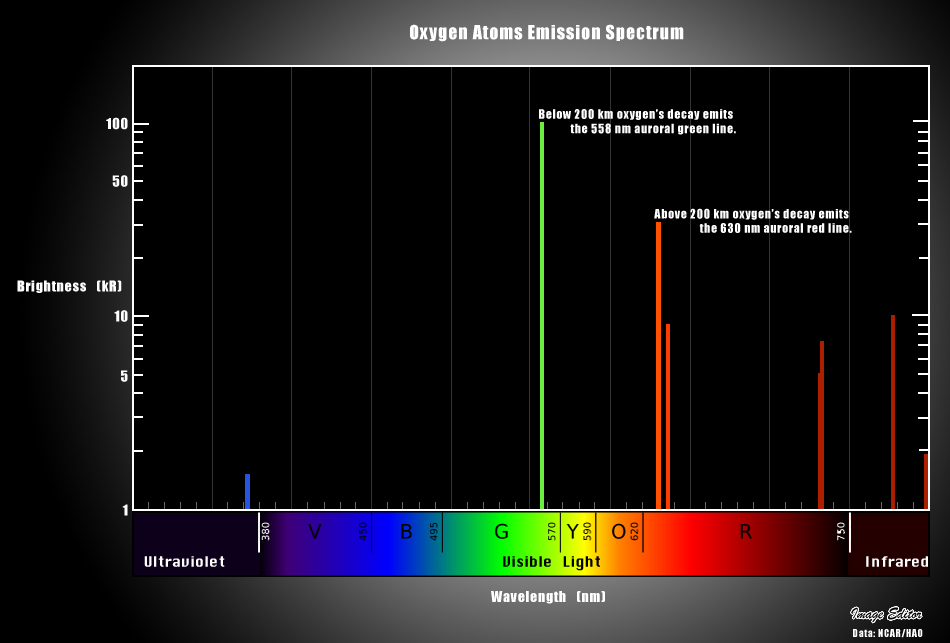
Spectraallijnen van atomair zuurstof die gevonden worden in het spectrum van het poollicht

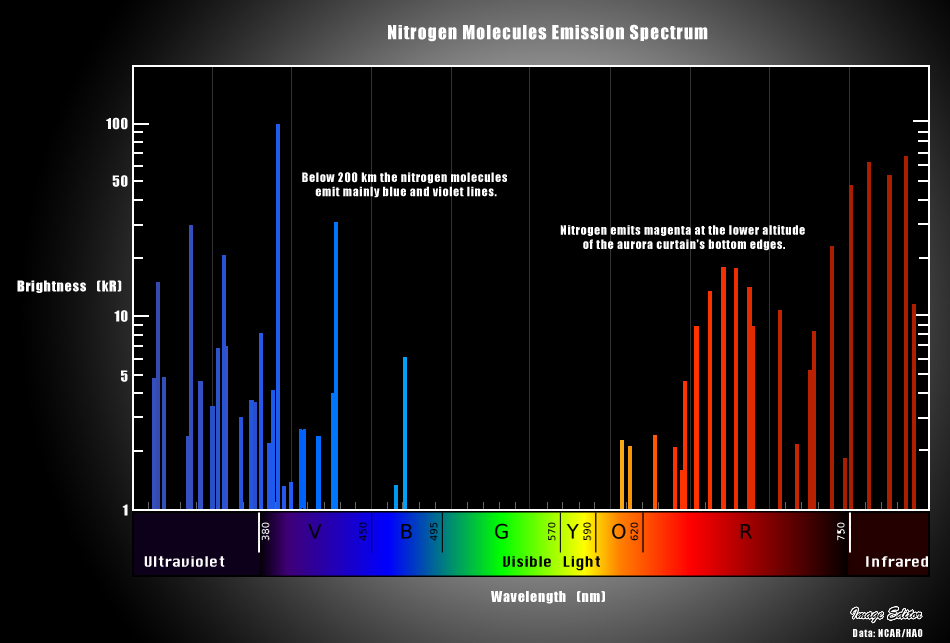
Spectraallijnen van moleculair stikstof die gevonden worden in het spectrum van het poollicht

Het poollicht wordt veroorzaakt door de zonnewind. Deze zonnewind is vooral sterk bij uitbarstingen van plasmawolken op de zon, waarbij grote hoeveelheden elektrisch geladen deeltjes (ionen en elektronen) met snelheden van 300 tot 700 kilometer per seconde het heelal ingeslingerd worden. Dan wordt het poollicht ook beter zichtbaar tot extreem veel sterker. Het aardmagnetisch veld zorgt ervoor dat de deeltjesstroom richting de aarde wordt aangetrokken. Het wordt in de richting van de Noord- en Zuidpool afgebogen en dringt daar met verhoogde snelheid de atmosfeer binnen. Hierdoor ontstaat respectievelijk het noorderlicht of het zuiderlicht. De van de zon afkomstige elektrisch geladen deeltjes bevatten veel energie, die in de bovenste kilometers van de atmosfeer door botsingen op zuurstof- en stikstofatomen wordt overgedragen. De uiteindelijk weer vrijkomende energie wordt op 80 tot 1000 kilometer hoogte uitgestraald in de vorm van talrijke emissielijnen die gevonden worden in het spectrum van het kleurrijke poollicht. Dit laatste werd in 1957 ontdekt, tijdens het Internationaal Geofysisch Jaar. 
De achterliggende theorie werd al eerder ontwikkeld en door metingen bewezen door de Noorse ingenieur Kristian Birkeland (1867-1917). Deze theorie werd destijds nog niet wetenschappelijk aanvaard, maar sedertdien is er, op grond van satellietmetingen, een langzame paradigmaverschuiving naar de plasmakosmologie gaande.

### Kleuren
- Groen, de meest voorkomende kleur, wordt veroorzaakt door botsingen van geladen deeltjes met zuurstofmoleculen op een hoogte tussen 100 en 300 km. Het licht wordt hierbij, bij 557,7 nm, uitgestraald door een spectraallijn (een verboden overgang).
- Roze en donkerrood wordt soms waargenomen onder de groene zuurstofemissie en wordt veroorzaakt door stikstofmoleculen op 100 km hoogte. De roze kleur is een combinatie van rood met groen of blauw.
- Rood, op grotere hoogte, boven 300 km, wordt niet door moleculaire zuurstof, maar door atomaire zuurstof veroorzaakt.
- Blauw en paars zijn afkomstig van waterstof en helium in de ionosfeer.

## Folklore en mythologie
Voordat de wetenschap de verklaring voor het ontstaan van het poollicht aandroeg, waren er meerdere verklaringen voor het poollicht te vinden in de folklore en mythologieën van verschillende culturen. De beeldvorming rond leven en dood, het verband met de geestenwereld en de strijd tussen bovennatuurlijke krachten in de hemel ligt hieraan ten grondslag. Men denkt dat het verschijnsel voor veel mensen angstaanjagend was.
In de middeleeuwen zagen sommige Europeanen de roodgloeiende aurora als een voorteken van onheil, oorlog en bloedvergieten. 
Er zijn ook nog andere gedachtegangen. Zo was er een Noor die al in het jaar 1250 dacht dat het ijs op Groenland zo veel kracht genereerde dat het licht van de aurora ermee ontstoken kon worden. Andere Scandinaviërs vroegen zich af of het een weerspiegeling van de zee of zelfs van een school haringen was, een optisch hemelverschijnsel dat Herringblink genoemd wordt.
De Cree-indianen geloofden dat wie stierf in een dansende geest – de geest van de aurora – belandt. Zij hebben de aurora’s altijd als heilig beschouwd. Ook de folklore en mythologie van volkeren zoals de Inuitmythologie en die van de Maori’s in Nieuw-Zeeland staan vol van verwijzingen naar de aurora’s, of naar “het branden van de hemel”.

## Relatie met zonnevlekken
Rond 1840 ontdekte de Ierse sterrenkundige en militair Sir Edward Sabine (1788-1883) dat er een relatie bestaat tussen de activiteit van zonnevlekken en het magnetische veld dat de aarde omringt. Sabine onderzocht magnetische stormen, die naalden van kompassen deden afwijken. Die wisselingen in het aardmagnetisme traden tegelijkertijd op met noorder- en zuiderlicht. Om dit fenomeen verder te onderzoeken kreeg hij de regering van Groot-Brittannië zover dat zij in 1840 een netwerk van meetstations bouwde. Na analyse van zeer veel meetgegevens ontdekte Sabine dat de magnetische stormen een cyclus hadden van tien tot elf jaar.
De Duitse apotheker en sterrenkundige Samuel Heinrich Schwabe had sinds 1826 dagelijks het aantal zonnevlekken geregistreerd. Ook hij nam een cyclus waar van tien à elf jaar. Sabine legde zijn gegevens naast die van Schwabe en kwam tot de conclusie dat er een verband bestaat tussen zonnevlekken en storingen in het aardmagnetisme.

## Waarneming

Verschillende vormen van poollicht

Aangezien het verschijnsel alleen bij duisternis kan worden gezien en het op hoge breedtes in de zomer zeer lang licht is, is het verschijnsel vooral 's winters zichtbaar. In het noorden van Scandinavië, in Noord-Noorwegen en Lapland, is het noorderlicht al vanaf eind augustus te zien. Dan is er weer sprake van een ondergaande zon, nadat het hoogzomer 24 uur licht bleef.
30 oktober 2003 vond een fameuze uitbarsting van poollicht plaats. 21 januari 2005 was dit verschijnsel in grote delen van Europa zichtbaar. Eind februari 2023 kon men in een aantal gebieden in Nederland in noordelijke richting het verschijnsel waarnemen, vooral richting de Waddenzee en aan de Zeeuwse kust. In Nederland is het noorderlicht sporadisch te zien, alleen in gebieden met weinig licht- en luchtvervuiling en enkel bij krachtige zonnestormen. Dit gebeurt slechts eens in de paar jaar bij uitzonderlijk helder weer, waarbij ook de stand van de maan een rol speelt. Soms kan het ook in Vlaanderen goed zichtbaar zijn. In Nederland en Vlaanderen wordt jaarlijks gemiddeld ongeveer zeven dagen poollicht waargenomen, het vaakst in jaren met veel zonneactiviteit. Het komende maximum aan zonneactiviteit zal halverwege 2025 plaatsvinden, berekende NASA in 2020. Dat houdt in dat er komende jaren grotere zonnestormen zullen plaatsvinden, waarbij meer geladen deeltjes in de atmosfeer terechtkomen. Daardoor is het noorderlicht ook verder naar het zuiden toe te zien, en wordt het in het noorden feller.

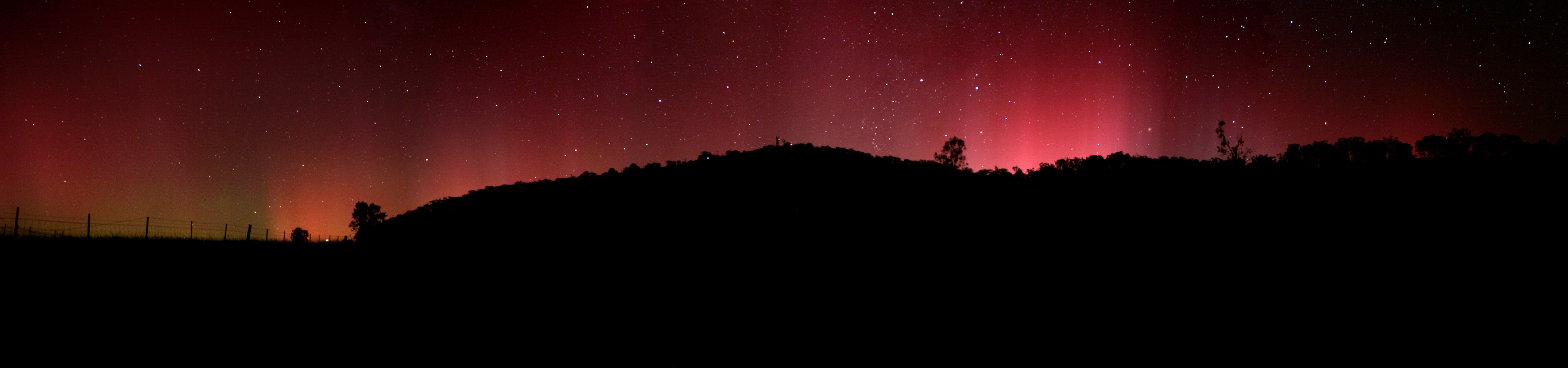
Rode Aurora australis, het zuiderlicht, in de nachtelijke hemel boven Swifts Creek, zo'n 100 kilometer ten noorden van Lakes Entrance, Victoria, Australië

## Perceptie van geluid bij poollicht
Gedurende het zien van een indrukwekkende poollichtverschijning kan het gebeuren dat waarnemers een ruisend of sissend geluid menen te horen. Dit is meestal een denkbeeldig geluid dat te vergelijken is met hetgeen men meent te horen tijdens het overzwaaien van een zoeklichtstraal. Toch zijn sommige waarnemers zeker van het feit dat ze de sissende geluiden van het poollicht hebben gehoord, of toch ten minste het geluid afkomstig van het verschijnsel sint-elmsvuur dat er enigszins mee verwant is.

## Op andere planeten

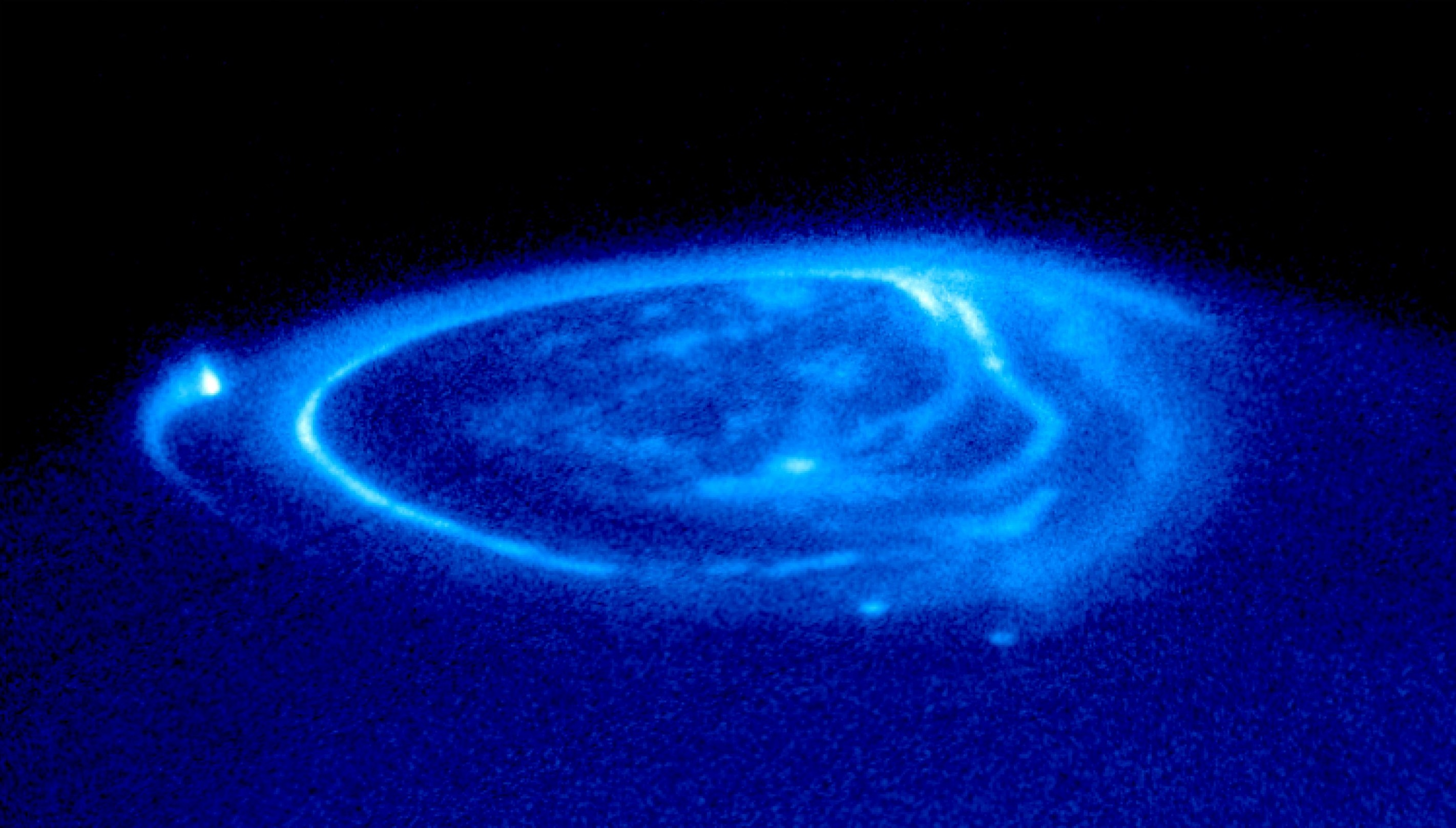
Poollicht op Jupiter. De heldere vlek uiterst links is het eind van een veldlijn naar Io. Stippen aan de onderkant leiden naar Ganymedes en Europa

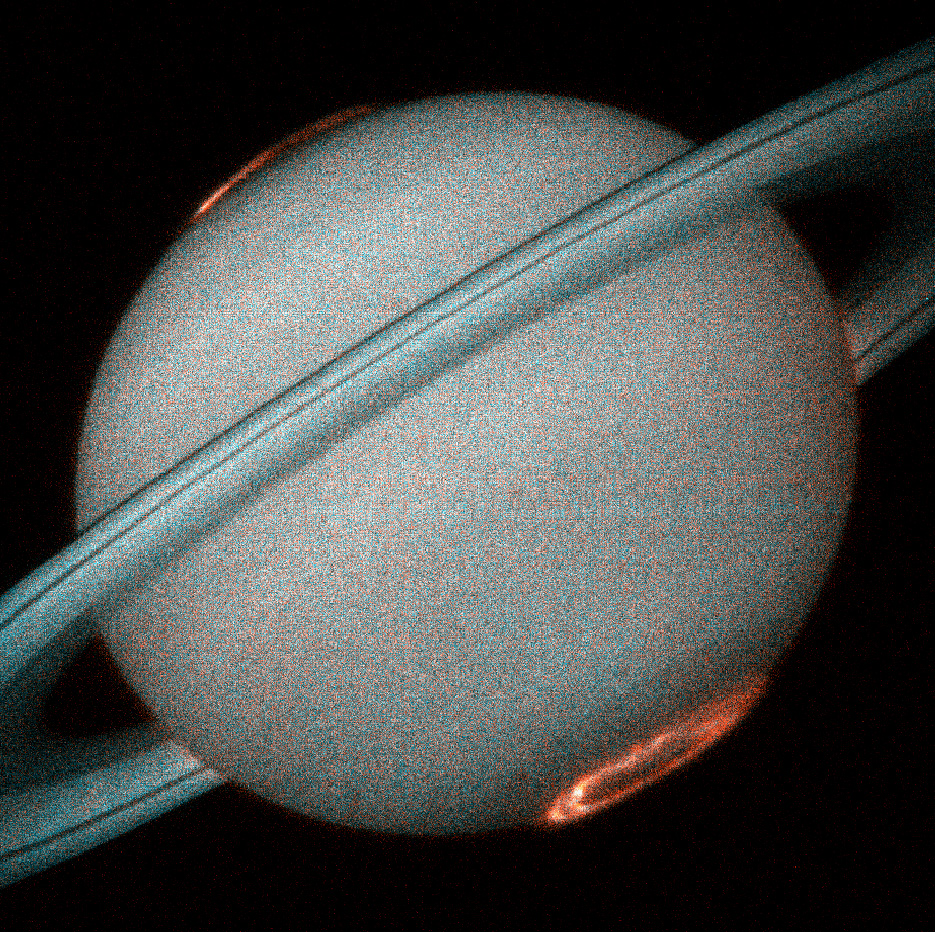
De aurora van Saturnus. Foto genomen door Ruimtetelescoop Hubble in 1997

Zowel de planeten Jupiter als Saturnus hebben stralingsgordels, maar een sterker magnetisch veld dan de aarde: de veldsterkte op de evenaar van Jupiter is 0,43 millitesla, tegen 0,03 mT op aarde. Poollicht is op zowel op de gasreuzen Jupiter als Saturnus waargenomen, vooral door de Hubble Space Telescope. Ook de kleinere ijsreuzen Uranus en Neptunus hebben volgens waarnemingen poollicht.De poollichten lijken hier, net zoals op aarde, veroorzaakt te worden door de zonnewind. Ook de manen van Jupiter, vooral Io, leiden tot poollicht op Jupiter, door elektrische stromen langs veldlijnen ("field aligned currents"), die opgewekt worden door een dynamomechanisme ten gevolge van de onderlinge beweging van de draaiende planeet en de maan Io. Io heeft actieve vulkanen alsook een ionosfeer en is een sterke bron. Haar elektrische stromen, die sinds 1955 onderzocht worden, geven ook radiostraling. Io heeft zelf ook poollicht, net als de andere manen van Jupiter Europa en Ganymedes, zo bleek uit waarnemingen van onder meer de Hubble Space Telescope. Deze aurora's ontstaan wanneer plasma uit de magnetosfeer van Jupiter invalt op hun ijle atmosferen. Er is ook een vergelijkbare elektrische verbinding tussen Saturnus en zijn maan Enceladus vastgesteld.